# Liste des souverains de Doré
Territoire localisé entre les actuels États du Tchad et du Cameroun.
| Dates                     | Titulaire                  | Notes |
| ------------------------- | -------------------------- | ----- |
| Wan Son Kulu[Quoi ?]      |                            |       |
| Indéterminées             | Tuburi, Wan Son Kulu       |       |
| non connues               | Gnawe, Wan Son Kulu        |       |
| de ? à ?                  | Jongwe, Wan Son Kulu       |       |
| ?                         | Dia, Wan Son Kulu          |       |
| ?                         | Yobara, Wan Son Kulu       |       |
| de ? à ?                  | Sirandi, Wan Son Kulu      |       |
| jusqu'en 1872             | Wang-Moching, Wan Son Kulu |       |
| de 1872 à 1928            | Gologe, Wan Son Kulu       |       |
| de 1928 à 1931            | Tiyo, Wan Son Kulu         |       |
| de 1931 à 1957            | Furtwen, Wan Son Kulu      |       |
| de 1957 à 1959            | Damsala, Wan Son Kulu      |       |
| de 1959 à aujourd'hui (?) | Gongbele, Wan Son Kulu     |       |
| de 1959 à 1992            | Gaiwa Touanyala            |       |
| de 1992 à 2015            | Wangkague Fourtouin        |       |
| depuis 2015               | Gabbélé Haossala           |       |